# Finavarra Tower
Koordinaten: 53° 8′ 59,1″ N, 9° 8′ 8,2″ W
Der Finavarra Tower ist ein historischer Wehrturm auf der Westspitze der Halbinsel Finavarra (irisch Fíonaigh Bheara) im County Clare in Irland. 

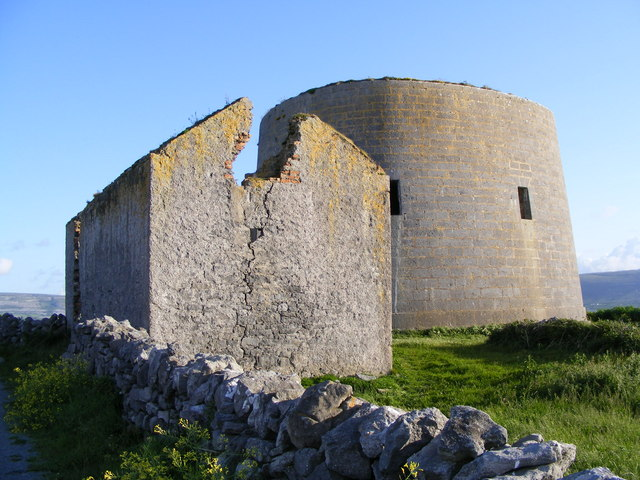
Finavarra Tower (2008)

## Geschichte
Der Verteilungsturm mit einem Durchmesser von 19 Metern an der Basis und 12 Metern  auf der oberen Plattform wurde während der Napoleonischen Kriege (1803–1815) gebaut und schützte ab 1810 die Nordostseite des Bally Bay und den südwestlichen Eingang des New Quay Hafen vor möglichen Angriffen aus Frankreich.
Der eiförmige Rundturm in der typischen Martello-Tower-Bauweise mit zwei Ebenen verfügte über ein Lager zur Aufnahme von Munitions- und Lebensmittelvorräten und die Quartiersebene mit Ruhemöglichkeiten für die Besatzung. Auf der oberen Plattform des Turmes befand sich eine schwenkbare Kanone, gewöhnlich ein 32-Pfünder mit 14,5 kg schweren Kugeln. Die übliche Besatzung bestand aus etwa zehn Soldaten, die in einer nahe gelegenen Kaserne untergebracht waren. Die Überreste einer solchen Unterkunft liegen nordöstlich des Turms. In der unmittelbaren Nähe des Turms befinden sich Gebäudereste, die vermutlich rund 40 Soldaten beherbergen konnten und später von Bauern als Wohnhaus genutzt wurden. Eine Inschrift, in Stein gehauen, beschreibt die Schenkung: „This property including the Tower and Appurtemances was bequeathed to the State for the benefit of the Nation by MRS. MAUREEN EMERSON who died on the 4th day of November 1999.“